# Квасов, Владимир Петрович
Владимир Петрович Квасов (р. 1936) — советский и российский государственный деятель, руководитель аппарата Совета Министров Российской Федерации (1993), руководитель аппарата Правительства (1994), депутат Государственной Думы РФ первого созыва (1994—1996).

## Биография
Родился 6 ноября 1936 года в Шатуре (Московская область). Заочно окончил Московский институт нефтехимической и газовой промышленности им. Губкина.
В разные годы работал горновым металлургического комбината, строгальщиком на заводе тяжелого машиностроения (Электросталь), оператором, главным инженером, директором Щелковского подземного газохранилища.
1983—1991 — заместитель заведующего, заведующий секретариатом заместителя Председателя Совета Министров СССР.
1992—1993 — заместитель начальника отдела капитального строительства государственного концерна «Газпром».
Январь-декабрь 1993 — руководитель аппарата Совета Министров Российской Федерации (правительство Черномырдина).
Январь-ноябрь 1994 — министр Российской Федерации — руководитель аппарата Правительства Российской Федерации (правительство Черномырдина).
1994—1996 — депутат Государственной Думы Федерального Собрания РФ первого созыва (по Орехово-Зуевскому одномандатному избирательному округу), член депутатской группы «Новая региональная политика».
С 1996 — первый вице-президент АМО «ЗИЛ».